# نظريات المؤامرة حول الهبوط على القمر في الثقافة العامة
ظهر التوهم بأن الهبوط على القمر كان كذبةً اختلقتها وكالة ناسا، مع الوكالات الأخرى، عدة مرات في الثقافة العامة. ولا تُذكر هذه المواضيع دائمًا في دعم نظريات المؤامرة حول الهبوط على سطح القمر، ولكن أصبحت الأفكار المتعلقة بها ضمن الميمز الرائجة التي تُذكر في سياق ساخر أو جاد.

## البوادر في وسائل الإعلام الأخرى
في عام 1956، كتب جيمس إي. غان قصة خيال علمي بعنوان «كهف الليل»، وذكر فيها أن القوات الجوية الأمريكية زيفت أول رحلة فضائية أمريكية مأهولة. فعندما استُبعد إطلاق البعثة المأهولة بسبب النقص في التمويل، زُيفت المهمة لتحفيز تمويل برنامج فضائي حقيقي. أطلقت القوات الجوية في القصة مركبةً تحمل جهاز إرسال لترحيل رسائل مسجلة مسبقًا من الطيار. وادعت القوات الجوية لاحقًا أن رائد الفضاء قد مات في المدار، وأن جسده سيظل في المدار حتى تتحلل المركبة في الغلاف الجوي. وكُشفت هذه المؤامرة تقريبًا عندما شوهد رائد الفضاء على الأرض، بعد موته «المزعوم»، بواسطة أحد مراسلين الراديو، ولكن أجبرته الحكومة على التخلص من أدلته. اقتُبست قصة «كهف الليل» في الراديو والإذاعة ضمن حلقات البرنامج الشهير إكس ماينس وان في 1 فبراير 1956، قبل خمسة أعوام كاملة من الرحلة الفضائية المأهولة الأولى ليوري غاغارين.

## في الأفلام
- في فيلم جيمس بوند الماس للأبد 1971، صور أحد المشاهد القصيرة بعض العمليات التي تحدث في مكان شبيه بالقمر حيث يتدرب رواد الفضاء. وسرق العميل 007 ما يبدو وأنها مركبة قمرية من مجموعة النماذج، وقادها هروبًا من موقع العدو. من الممكن أن يكون هذا المشهد قد ساعد في انتشار فكرة أن الهبوط على القمر كانت كذبةً. ومع ذلك، استُخدمت مجموعات من النماذج الشبيهة بنموذج المركبة الموجودة في الفيلم قبل بعثات الهبوط على القمر بغرض محاكاة ظروف البعثة.
- صور فيلم الجدي 1  [لغات أخرى]‏ عام 1977 محاولةً خياليةً لوكالة ناسا لتزييف الهبوط على كوكب المريخ، في حبكة ألهمتها نظريات المؤامرة حول بعثات أبولو.
- في فيلم فيوتشراما: نحو البرية الخضراء السحيقة  [لغات أخرى]‏ 2009، تقرأ فراي عقل ريتشارد نيكسون وتعلم أن الرئيس نظم بعثة الهبوط على القمر، ولكنها كانت على كوكب الزهرة.[2]
- تضمن فيلم الغرفة 237  [لغات أخرى]‏ الوثائقي 2012، تحليلًا لفيلم البريق 1980 لستانلي كوبريك بواسطة المعجبين، وكانوا يربطون فيه بين فيلم كوبريك وهبوط أبولو 11 على سطح القمر، بالإضافة إلى الأحداث الكبرى الأخرى.
- في فيلم بين النجوم 2014، روجت الحكومة الأمريكية عمدًا لنظريات المؤامرة حول الهبوط على سطح القمر حتى تفقد وكالة ناسا مصداقيتها أمام الشعب، ما يجعل المواطنون يسعون إلى حلول أرضية للمجاعة العالمية المستمرة، بدلًا من تركيزهم على مغادرة كوكب الأرض؛ وهذا مثال لسياسة تجاوز الحقائق.[3]
- في فيلم الكوميديا السائرون على القمر  [لغات أخرى]‏ 2015، يحاول أحد عملاء وكالة الاستخبارات المركزية CIA تجنيد ستانلي كوبريك لتزييف مشهد هبوط بعثة أبولو 11.
- ويدور فيلم عملية التيهور  [لغات أخرى]‏ 2016 حول عملاء وكالة الاستخبارات المركزية الذين قرروا الاستعانة بطاقم أفلام لمحاكاة الهبوط على القمر، عندما أدركوا أن وكالة ناسا غير قادرة على تنفيذ بعثة أبولو 11 في وقتها المحدد عام 1969.
- في فيلم الكوميديا الرومانسية حلق بي إلى القمر 2024 تروي قصة خيالية لتزييف الهبوط على القمر لمُهمة أبولو 11 خُططَ لها في حال فشلت المهمة الحقيقية.[4]

## في التلفزيون
- في عام 2002، بثت شبكة التلفزيون الفرنسية الألمانية «أرتي» الوثائقي الهزلي الجانب المظلم من القمر، التي «تكشف» فيه كيف جُند ستانلي كوبريك لتزييف الهبوط على القمر. تضمن الوثائقي لقاءات مع أرملة كوبريك وعدد من رجال الدولة الأمريكيين، بما يتضمن هنري كيسنجر ودونالد رامسفيلد. قُدمت اللقاءات واللقطات في خارج سياقها، وكانت مفتعلةً بشكل كامل في بعض الحالات، مع الاستعانة بممثلين تُجرى معهم مقابلات لم تحدث في الواقع، ومُنحوا أسماءً من شخصيات في أفلام ستانلي كوبريك؛ وكان ذلك ضمن الأدلة الموجودة في العمل لكشف الدعابة المقصودة وتنبيه المشاهد.[5]
- في حلقة «روزويل ذات النهاية الجيدة» من مسلسل فيوتشراما، يأمر الرئيس هاري إس. ترومان بإنشاء وكالة ناسا بعد إلغاء عملية الهبوط الزائفة على القمر. وعنفهم الرئيس «لتحريك مؤخراتهم» والبدء في العمل. وخلال فيلم «إلى البرية الخضراء السحيقة»، اعترفت رأس الرئيس نيكسون أن الهبوط على القمر كان زائفًا، وأن الهبوط تم بالفعل على كوكب الزهرة.
- في يوم 27 أغسطس 2008، اختبرت حلقة «هبوط ناسا على القمر»، من برنامج مدمرو الخرافات التلفزيوني، بعض الادعاءات الرائجة التي وضعها مروجو نظريات المؤامرة حول الهبوط على سطح القمر، وكشفت زيفها.
- في حلقة ملفات الخوارق من برنامج حقيقة أم زيف الذي يُعرض على قناة ساي فاي، حقق المحقق الرئيسي بين هانسن مع فريقه في إمكانية تزييف الهبوط على سطح القمر. وادعوا أنه من الممكن تزييف هذه المهمة، ولكنهم جميعًا يؤمنون أن المهمة كانت حقيقةً وحدثت بالفعل.